# Jaromír Čihař
Jaromír Čihař (13. dubna 1887 Soběslav – 9. srpna 1971 Říčany) byl český právník, úředník prezidentské kanceláře a člen odboje během druhé světové války.

## Život
Jaromír Čihař se narodil 13. dubna 1887 v Soběslavi do rodiny profesora a posléze ředitele místního učitelského ústavu. Dětství a rané mládí postupně prožil v Soběslavi, Jičíně a Praze, kde v roce 1906 odmaturoval na Akademickém gymnáziu. V letech 1906 až 1911 studoval práva na Právnické fakultě Univerzity Karlovy v Praze, kde dosáhl doktorátu práv. Dále se věnoval historii výtvarného umění a odjel na studijní cesty do Mnichova a Paříže. V letech 1913 a 1914 studoval dějiny umění a archeologii na Karlově Univerzitě.
Během první světové války sloužil v armádě Rakouska-uherska, převážně na balkánské frontě. Z války se vrátil v prosinci 1918. První polovinu roku 1918 pracoval v Patentním úřadu při ministerstvu obchodu. V červenci téhož roku nastoupil do Kanceláře prezidenta republiky, kde působil na různých pozicích, než se z něj stal tajemník prezidenta Tomáše Garrigua Masaryka a posléze kancléře Přemysla Šámala. V letech 1936 až 1938 byl přednostou sekretariátu prezidenta Edvarda Beneše a v letech 1938 až 1945 prezidenta Emila Háchy.
V roce 1936 se stal ministerským radou. V době německé okupace mu byla nabídnuta pozice sekčního šéfa, tu však odmítl. Během druhé světové války spolupracoval s domácím odbojem. Odboji poskytoval informace týkající se Emila Háchy a o situaci na Pražském hradě. Byl v kontaktu s Přemyslem Šámalem a jeho synem Jaromírem Šámalem, dále s Vladimírem Grégrem, Veleslavem Wahlem starším a Veleslavem Wahlem mladším. Společně s Janem Vejšickým podporoval partyzánskou skupinu v polesí Běleč-Lánská obora.
Za své působení v kanceláři prezidenta byl opakovaně prověřován, přesto mu bylo vydáno osvědčení o národní spolehlivosti. S děním v úřadu nesouhlasil a koncem roku 1945 požádal o roční neplacenou dovolenou. O dva roky později odešel na vlastní žádost do důchodu.
V letech 1946 až 1948 působil jako generální tajemník Ústředního svazu pro cizinecký ruch. Po komunistickém puči v únoru 1948 se s rodinou přestěhoval do Senohrab. Jakožto činiteli buržoazního režimu mu byl snížen důchod a on se vrátil zpět do zaměstnaní. Mezi lety 1953 až 1960 pracoval ve Státní pedagogické knihovně Jana Amose Komenského v Praze. Po odchodu začal pracovat v Pedagogickém a Archeologickém ústavu ČSAV, kde působil do roku 1965, kdy mu byl navrácen plný důchod.
Jaromír Čihař zemřel 9. srpna 1971 v Říčanech ve věku 84 let. Celý život psal vlastní memoárové rukopisy, které byly vydány v roce 2024 pod názvem Ve službách našich prvních prezidentů a jiné vzpomínky.

### Osobní život
Jeho manželkou byla Jiřina Čihařová, rozená Srncová. Společně měli dceru Evu a syna Jiřího, českého přírodovědec a zoologa.